# ReGREEN Moldova
ReGREEN Moldova este un sistem colectiv autorizat pentru implementarea principiului Responsabilitatea Extinsă a Producătorului (REP) în Republica Moldova. Organizația este activă în gestionarea mai multor fluxuri de deșeuri, printre care se numără anvelopele uzate, bateriile și acumulatorii, uleiurile uzate, vehicule scoase din uz (VSU), echipamentele electrice și electronice (EEE) și ambalajele.

### Istoric
ReGREEN Moldova a fost fondat în anul 2024, ca răspuns la noile cerințe legale privind responsabilitatea producătorilor pentru gestionarea produselor pe întreg ciclul lor de viață. În anul 2025, organizația a primit autorizațiile oficiale de mediu pentru toate cele șase categorii REP, devenind unul dintre cele mai complexe sisteme colective active din țară.
În același an, ReGREEN Moldova a participat la conferința internațională PRIA Environment – cel mai important eveniment dedicat politicilor de mediu și reciclării în Europa de Est, unde a prezentat modelul său de gestionare completă și trasabilă a deșeurilor conform principiilor economiei circulare.

### Domenii de activitate
ReGREEN Moldova activează în următoarele domenii:
- Colectarea și raportarea deșeurilor de echipamente electrice și electronice (DEEE);
- Preluarea responsabilității pentru vehicule scoase din uz (VSU);
- Gestionarea bateriilor și acumulatorilor uzați;
- Preluarea anvelopelor uzate;
- Colectarea și valorificarea uleiurilor uzate;
- Administrarea obligațiilor de reciclare pentru ambalaje.

Toate aceste activități sunt desfășurate în baza contractelor cu producători și importatori care au obligații legale REP, iar organizarea se face printr-un sistem colectiv transparent și trasabil.

### Poziționare și impact
ReGREEN Moldova contribuie la creșterea ratei de reciclare la nivel național și la promovarea unei economii circulare reale. Organizația colaborează cu autorități centrale, operatori de salubrizare, reciclatori autorizați și parteneri internaționali din România, Germania și alte state UE.

### Legislație și conformitate
ReGREEN activează în baza următoarelor acte normative relevante:
- Legea nr. 209/2016 privind deșeurile.[2]
- HG nr. 212/2018 privind deșeurile DEEE.[3]
- HG nr. 561/2020 pentru ambalaje DA.[4]
- HG nr. 586/2020 privind baterii și acumulatori DBA.[5]
- HG nr. 610/2022 privind anvelope uzate AU.[6]
- HG nr. 731/2022 privind uleiuri uzate UU.[7]
- HG nr. 93/2023 privind gestionarea vehiculelor scoase din uz VSU.[8]

Organizația este înscrisă în Registrul Oficial al sistemelor colective autorizate și publică în mod transparent rapoarte și informații pe platforma oficială.
Potrivit unei investigații publicate de AGORA în iunie 2025, ReGREEN Moldova a devenit primul sistem colectiv din Republica Moldova care a obținut toate cele șase autorizații de mediu necesare pentru implementarea responsabilității extinse a producătorului (REP), acoperind integral fluxurile: DEEE, baterii, vehicule scoase din uz, uleiuri uzate, anvelope și ambalaje.

## Media și recunoaștere publică
În iunie 2025, Ruslan Nercaș, reprezentant al ReGREEN Moldova, a fost invitat la o emisiune a postului public Moldova 1, unde a vorbit despre reducerea poluării aerului și impactul schimbărilor climatice în Republica Moldova.
De asemenea, pe 22 aprilie 2025, cu ocazia Zilei Internaționale a Pământului, același reprezentant a oferit declarații pentru Moldova 1 referitoare la importanța conștientizării publice asupra problemelor de mediu în Republica Moldova.
Consistent cu eforturile sale, ReGREEN Moldova a marcat Ziua Globală a Reciclării (18 martie 2025) cu declarații/participare media pe tema colectării și reciclării – contribuții prezentate în mod public.

## Caracteristici
Statut legal – Sistem colectiv autorizat pentru implementarea responsabilității extinse a producătorului (REP).
Scop principal – Gestionarea transparentă și conformă cu legea a obligațiilor producătorilor privind deșeurile de produse puse pe piață.
Activitate – Coordonează colectarea, valorificarea și raportarea deșeurilor pe 6 fluxuri REP: DEEE, baterii, ambalaje, anvelope, VSU, uleiuri uzate.

## Fondatori
Ruslan Nercaș